# Haas VF-24
El Haas VF-24 fue un monoplaza de Fórmula 1 diseñado por Haas F1 Team para competir en la temporada 2024. Fue conducido por Nico Hülkenberg y Kevin Magnussen. El debutante Oliver Bearman ocupó el asiento de Magnussen en las dos carreras en las que este debió ausentarse: en Azerbaiyán por una suspensión y en São Paulo por enfermedad.
El monoplaza fue una evolución significativa de rendimiento respecto a su predecesor. Cosechó 58 puntos ante los 12 del VF-23, que valieron para el séptimo puesto en constructores. Nico Hülkenberg fue el mejor piloto de la escudería, alcanzando los puntos en muchas ocasiones y logrando dos sextos puestos como mejores resultados para el VF-24.

## Resultados

### Fórmula 1
(Clave) (negrita indica pole position) (cursiva indica vuelta rápida)

| Año     | Motor                   | Neu. | N.º | Pilotos         | 1   | 2   | 3   | 4   | 5   | 6   | 7   | 8   | 9   | 10  | 11  | 12  | 13  | 14  | 15  | 16  | 17  | 18  | 19  | 20  | 21  | 22  | 23   | 24  | Puntos | Pos. |
| ------- | ----------------------- | ---- | --- | --------------- | --- | --- | --- | --- | --- | --- | --- | --- | --- | --- | --- | --- | --- | --- | --- | --- | --- | --- | --- | --- | --- | --- | ---- | --- | ------ | ---- |
| 2024    | Ferrari 066/12 V6 Turbo | P    |     |                 | BHR | ARA | AUS | JPN | CHN | MIA | EMI | MON | CAN | ESP | AUT | GBR | HUN | BEL | NED | ITA | AZE | SIN | USA | MEX | SÃO | LVG | QAT  | ABU | 58     | 7.º  |
| 2024    | Ferrari 066/12 V6 Turbo | P    | 20  | Kevin Magnussen | 12  | 12  | 10  | 13  | 16  | 18  | 12  | Ret | 12  | 17  | 8   | 12  | 15  | 14  | 18  | 10  |     | 19† | 117 | 7   | WD  | 12  | 9    | 16  | 58     | 7.º  |
| 2024    | Ferrari 066/12 V6 Turbo | P    | 27  | Nico Hülkenberg | 16  | 10  | 9   | 11  | 10  | 117 | 11  | Ret | 11  | 11  | 6   | 6   | 13  | 18  | 11  | 17  | 11  | 9   | 8   | 9   | DSQ | 8   | Ret7 | 8   | 58     | 7.º  |
| 2024    | Ferrari 066/12 V6 Turbo | P    | 50  | Oliver Bearman  |     |     |     |     |     |     |     |     |     |     |     |     |     |     |     |     | 10  |     |     |     | 12  |     |      |     | 58     | 7.º  |
| Fuente: |                         |      |     |                 |     |     |     |     |     |     |     |     |     |     |     |     |     |     |     |     |     |     |     |     |     |     |      |     |        |      |